# Herbert Samuel

Herbert Samuel

Herbert Louis Samuel, 1st Viscount Samuel (Liverpool, 6 november 1870 – Londen, 5 februari 1963) was een Brits politicus en diplomaat. Van 1920 tot 1925 was hij Hoge Commissaris van het Mandaatgebied Palestina.
Samuel groeide op in Londen. Hij bezocht de University College School in de wijk Hampstead en studeerde aan het Balliol College in Oxford. Op 18-jarige leeftijd werd hij actief als liberaal en in 1902 werd hij parlementslid voor de Liberal Party. In 1910 werd Samuel als eerste niet-bekeerde jood minister in het Verenigd Koninkrijk, eerst als Postmaster General, later als minister van binnenlandse zaken. Zijn ministerschap eindigde toen de liberale partij in 1916 in twee fracties uiteenviel en Lloyd George premier werd.

## Hoge Commissaris voor Palestina
In 1920 werd Samuel de eerste Hoge Commissaris voor Palestina. Na de Nebi Moussa-rellen eerder dat jaar achtte het Verenigd Koninkrijk het beter het militaire bestuur daar te vervangen door een civiel bestuur. Samuel probeerde in Palestina een neutraal beleid te laten zien, juist omdat hij joods was. In het Verenigd Koninkrijk werd zijn benoeming in Palestina om die reden niet als een gelukkige keuze gezien. Als teken van goede wil tegenover de Arabieren gaf Samuel aan Amin al-Hoesseini, die tot 10 jaar cel was veroordeeld vanwege voornoemde rellen, in 1921 gratie en gaf hem de titel grootmoefti. Hij passeerde daarmee drie Arabische favorieten van de landelijke moslim-geestelijkheid voor deze functie. Al-Hoesseini zou gedurende de gehele periode van het Britse mandaat een fel tegenstander van de Britten blijven. Tevens liet Samuel Ze'ev Jabotinsky, mede-aanstichter van de rellen van zionistische zijde, onmiddellijk vrijlaten.
Op 22 juni 1922 kwam het door Samuel voor de Britse Minister van Koloniën, Winston Churchill , voorbereide Whitepaper van 1922 uit, ook wel Churchill-memorandum genaamd. het bevestigde de Balfour-verklaring van 1917. De immigratie van Joden mocht doorgaan, maar moest in verhouding zijn met de economische draagkracht van het land. Ook werd benadrukt dat de Arabische bevolking niet mocht en zou worden achtergesteld bij de Joodse. Zionisten die zeiden dat Palestina zo Joods zou worden als Engeland Engels was hadden het mis.
Onder zijn bestuur begonnen de Britten de wetgeving met betrekking tot grondeigendom te wijzigen. Het traditionele landeigendom-recht, waarbij het collectief (familie, clan, dorp) centraal staat, werd gewijzigd ten gunste van privégrondbezit, bijvoorbeeld de Mawat Land Verordening (1921), de Land Tenure Law, de Landoverdrachtswet en de Mahlul-wet (alle 1922). Door deze wetten werd het gemakkelijker voor de zionistische partij om gronden te verwerven.

## Terug in het Verenigd Koninkrijk
Na zijn terugkeer in Verenigd Koninkrijk werd Samuel in 1925 voorzitter van de Commissie Samuel die in opdracht van de Britse regering moest adviseren over een oplossing voor de problemen in de mijnbouw. In maart 1926 kwam het rapport uit, waarin nationalisatie van de mijnen werd afgewezen en waarin loonsverlagingen als oplossing werden aangedragen. In mei 1926 leidde dit tot een krachtmeting tussen de Britse bonden en de regering en werd een algemene staking van 9 dagen gehouden.
In 1929 werd Herbert Samuel weer lid van het Lagerhuis en in 1931 werd hij vice-voorzitter van de liberalen. In 1935 verloor Samuel zijn Lagerhuiszetel. In 1937 kreeg hij de titel Viscount. Van 1944 tot 1955 was Samuel fractievoorzitter van de liberalen in het Hogerhuis.